# Colactis utorum
Colactis utorum är en mångfotingart som först beskrevs av Chamberlin 1925.  Colactis utorum ingår i släktet Colactis och familjen Schizopetalidae. Inga underarter finns listade i Catalogue of Life.